# Gwanseli
Gwanseli ist ein Bezirk (Ward) des Distriktes Muleba in der tansanischen Region Kagera.

## Geografie
Gwanseli liegt im Nordwesten von Tansania am Südwestufer des Victoriasees. Die Fläche des Bezirks beträgt 43,85 Quadratkilometer, bei der Volkszählung 2022 lebten 11.523 Einwohner in 2585 Haushalten.

## Gliederung
Der Bezirk besteht aus fünf Gemeinden (Mtaa) mit 23 Orten (Kitongoji):
| Gwanseli - Gwanseli A - Gwanseli B - Kanyamaganda - Mushungute - Rutoke | Katunguru - Katunguru - Kyebonelo - Kishasha - Nyabushozi | Misikilo - Misikilo - Mijule - Ikondo - Rwahi | Kasheno - Nshambya - Bwami - Kaina - Ruhanga - Kanone | Ilemera - Buhimba - Kyetembula - Bushabo - Kigugu A - Kigugu B |

## Infrastruktur
- Bildung: In Gwanseli befindet sich eine staatliche weiterführende Schule.[6]
- Gesundheit: In Ilemera sind eine staatliche und eine private Apotheke.[7][8]
- Verkehr: Durch den Bezirk verläuft die Nationalstraße T4, die von Bukoba den Victoriasee entlang nach Süden verläuft.[9]